# Иммиграция в Бразилию
Иммиграция в Бразилию (порт. Imigração no Brasil) Как другие крупные страны Западного полушария (Аргентина, США, Канада), Бразилия в своём нынешнем виде является продуктом массовой и разнообразной иммиграции.
Иммиграция в эту страну имела свои особенности. В целом современные бразильцы — молодая нация, сформировавшаяся в основном за последние 500 лет в период между XVI и XX веками. За этот период в Бразилию прибыли около 4 млн. негров-рабов и около 6 млн белых переселенцев, не считая около 3 млн автохтонных индейцев, в основном смешавшихся с переселенцами. Современное население Бразилии составляет около 193 млн человек (2007 г. оценка).
С середины XX века, из-за резкого снижения уровня жизни в стране и слабости бразильской экономики, которая не смогла справиться с демографическим взрывом, Бразилия из страны иммиграции превратилась в страну массовой эмиграции (в основном в США, Великобританию, Канаду, Португалию и Испанию).

## Особенности
Первая особенность: в отличие от англоязычных стран Северной Америки (Канада, США), автохтонное население Бразилии (индейцы) подверглось не столь массовому геноциду. Первые португальские конкистадоры-мужчины действительно уничтожили значительную часть индейских мужчин, после чего большинство индейских женщин было взято португальцами (а затем и неграми) в жёны, служанки, любовницы и т. д. произведя на свет смешанное потомство. Прямым подтверждением этого являются гены современных бразильцев. К примеру, даже у белых бразильцев по отцовской линии 98 % генов имеют европейское, 2 % — негритянское происхождение, а по материнской — 33 % составляют индейские гены, 28 % негроидные элементы и только 39 % гены европейских женщин, что свидетельствует о прошлой метисации. То есть, европейские иммигранты Бразилию (европейцы и негры) поглотили автохтонные элементы. В меньшей степени это произошло также и в соседней Аргентине. На момент начала португальской колонизации население Бразилии составляло около 2,4-3,0 млн чел. Затем ранние переселенцы из Европы (португальцы, мосарабы, цыгане, евреи и мориски) оседали на рано освоенном северо-востоке страны, где они в значительной степени смешалось с первыми переселенцами с индейскими элементами, а затем и с рабами, завезёнными из Африки. Как упоминалось выше, в первые столетия колонизации Бразилии доля женщин среди переселенцев, как из Европы так и из Африки, была небольшой (в основном из-за предрассудков относительно того, что присутствие женщины на корабле приводит к неудаче). Кроме того метисация населения (в отличие от Северной Америки) здесь поощрялась, так как способствовала распространению португальского языка и снимала напряжение в обществе, в частности снижала риски связанные к проявлениями расизма и расовой нетерпимости.

## Периодизация
Иммиграция в страну проходила в два основных этапа:
- Первый этап. Колониальная Бразилия XV-XVIII вв.. В Бразилию переселяются в основном португальцы из метрополии (около 600.000 чел.), которые завозят негров-рабов из Африки (около 4.000.000 чел).

- Второй этап. Независимая Бразилия. Основными группами мигрантов на территорию Бразилии после отмены рабства в 1888 г. стали переселенцы из Южной Европы, в частности регионы Старой Романии (так наз. Латинской Европе): итальянцы, португальцы, испанцы, но также и немцы, поляки, украинцы, евреи и др.)

## Официальная статистика
| Иммиграция в Бразилию, по национальностям, с 1500 по 1933 Источник: Бразильский институт географии и статистики (БИГС) |           |           |           |           |           |           |           |           |           |           |           |
| | Период    |           |           |           |           |           |           |           |           |           |           |
| Этническая группа | 1500-1600 | 1601-1700 | 1701-1760 | 1761-1829 | 1830-1855 | 1856-1883 | 1884-1893 | 1894-1903 | 1904-1913 | 1914-1923 | 1924-1933 |
| Африканцы (негры) | 50.000    | 460.000   | 958.000   | 1.720.000 | 618.000   | —         | —         | —         | —         | —         | —         |
| Португальцы | 50.000    | 50.000    | 600.000   | 26.000    | 16.737    | 116.000   | 170.621   | 155.542   | 384.672   | 201.252   | 233.650   |
| Итальянцы | —         | —         | —         | —         | —         | 100.000   | 510.533   | 537.784   | 196.521   | 86.320    | 70.177    |
| Испанцы | —         | —         | —         | —         | —         | —         | 113.116   | 102.142   | 224.672   | 94.779    | 52.405    |
| Немцы | —         | —         | —         | 5.003     | 2.008     | 30.000    | 22.778    | 6.698     | 33.859    | 29.339    | 61.723    |
| Японцы | —         | —         | —         | —         | —         | —         | —         | —         | 11.868    | 20.398    | 110.191   |
| Арабы (сирийцы, ливанцы и др.)                                                                                         | —         | —         | —         | —         | —         | —         | 96        | 7.124     | 45.803    | 20.400    | 20.400    |
| Прочие | —         | —         | —         | —         | —         | —         | 66.524    | 42.820    | 109.222   | 51.493    | 164.586   |